# Diósberény
Diósberény (németül: Berin) község Tolna vármegyében, a Tamási járásban.

## Fekvése
Tolna vármegye középső részén fekszik, a Tolnai-Hegyhát tájegységben, Gyönktől és Hőgyésztől is nagyjából azonos, 6-7 kilométernyi távolságra. Mindkét településsel a 6315-ös út köti össze, ezen érhető el a Kölesd-Pincehely közti 6313-as út és a 65-ös főút irányából is.

## Közélete

### Polgármesterei
- 1990–1994: Lerch Henrikné (független)[3]
- 1994–1998: Zei Péter (független)[4]
- 1998–2002: Zei Péter (független)[5]
- 2002–2006: Tillmann András László (Fidesz)[6]
- 2006–2010: Tillmann András László (Fidesz-KDNP)[7]
- 2010–2014: Tillmann András László (Fidesz-KDNP)[8]
- 2014–2019: Tillmann András László (független)[9]
- 2019–2024: Tillmann András László (Fidesz-KDNP)[10]
- 2024– : Tillmann András László (Fidesz-KDNP)[1]

## Népesség
A település népességének változása:
| Lakosok száma | 346  | 342  | 335  | 268  | 270  | 260  | 257  |
|               | 2013 | 2014 | 2015 | 2021 | 2022 | 2023 | 2024 |

A 2011-es népszámlálás során a lakosok 95,1%-a magyarnak, 2,1% cigánynak, 33,3% németnek mondta magát (4,3% nem nyilatkozott; a kettős identitások miatt a végösszeg nagyobb lehet 100%-nál). A vallási megoszlás a következő volt: római katolikus 53,8%, református 8%, evangélikus 1,2%, görögkatolikus 0,9%, felekezeten kívüli 26,6% (9,5% nem nyilatkozott).
2022-ben a lakosság 88,5%-a vallotta magát magyarnak, 28,9% németnek, 1,9% cigánynak, 0,4% szlováknak, 0,7% egyéb, nem hazai nemzetiségűnek (11,5% nem nyilatkozott; a kettős identitások miatt a végösszeg nagyobb lehet 100%-nál). Vallásuk szerint 43,7% volt római katolikus, 7,8% református, 3% evangélikus, 0,7% görög katolikus, 0,4% egyéb katolikus, 17,4% felekezeten kívüli (27% nem válaszolt).